# Porwanie w Tiutiurlistanie (film)
Porwanie w Tiutiurlistanie – polski animowany film kinowy z 1986 roku zrealizowany na podstawie powieści Wojciecha Żukrowskiego pod tym samym tytułem.

## Fabuła
Akcja toczy się w fikcyjnym Królestwie Tiutiurlistanu. Przy drogowskazie spotyka się trójka wędrowców: kogut kapral Marcin Pypeć, kot Mysibrat Miauczura i lisica Chytraska. Cała trójka zasiada do kolacji. Marcin opowiada o swoich przygodach wojennych, gdy służył jako trębacz w gwardii królewskiej króla Baryłki. Podczas wizyty króla Cynamona – władcy sąsiedniej Blablacji – w stolicy Tiutiurlistanu dochodzi do kłótni pomiędzy nim a królem Baryłką z powodu niefortunnie zakończonej gry w warcaby i wypowiedziana zostaje wojna. Dzięki Marcinowi i dwóm chłopcom Hipcia i Supełka kończy się ona remisem i rozejmem.
W pewnej chwili do ogniska wędrowców podjeżdża królewski goniec informując, że córka króla Cynamona – królewna Wiolinka została porwana przez nieznanych sprawców na terenie Tiutiurlistanu, przez co widnieje groźba wybuchu kolejnej wojny. W dalszej wędrówce docierają oni do obozu Cygana Nagniotka i jego rodziny prowadzących cyrk śpiewających pcheł i przypadkowo uwalniają porwaną Wiolinkę zaklętą w Cygankę. Nagniotek rusza za nimi w pogoń, chcąc odzyskać królewnę. Odkrywa, że dziewczyna, którą porwał, jest zaginioną królewną. Zamierza wrobić w jej porwanie prawdziwych wybawców, a samemu zdobyć nagrodę za odnalezienie. 
Mysibrat wraz z towarzyszami chroni się w stogu siana, a następnie opowiada im swoje losy. Po utracie braci i porzuceniu przez rodziców wychował się pod okiem młynarza Pytla, u którego pracował. Gdy zaprzyjaźnia się z myszami i zostaje ojcem chrzestnej jednej z nich, Pytel go zwalnia. Mimo braku zarobku Mysibrat zawsze był dokarmiany przez rodzinę jego mysiego chrześniaka. Chytraska zaś opowiada o tym, jak niegdyś była boną dzieci Starego Indyka i została niesłusznie przez niego wypędzona.
Następnego dnia Chytraska dociera do biednej wsi i wzięta za bogaczkę traci futro. Odzyskuje je gang Uczynni Pszczelarze okradający skąpców. Odkryte zostaje też jajko w zawiniątku Marcina, w którym znajduje się jego nienarodzony syn Epikurek. Docierają do stolicy Blablacji, Blablonii, gdzie występ ma Nagniotek. Za pośrednictwem Koziołka, znajomego Marcina, wykupują wybielającą maść od Cyganów. Podczas występu Nagniotek dopada Mysibrata i doprowadza do sądu, gdzie sam uprzednio złożył zeznania. Mysibrat nie przyznaje się do winy, nawet na torturach. Dzięki myszom unika stryczka.
Wskutek pomylonej maści Wiolince rośnie broda, którą usuwa mieszkający w lesie zielarz nazywany Białoksiężnikiem i uznawany za maga. W drodze do klasztoru Wiolinka po zakupie butów i kąpieli w jeziorze odzyskuje prawdziwy wygląd. Dopada ich Nagniotek, chcąc królewny. W wyniku bójki z nim Marcin zostaje śmiertelnie ugodzony nożem, a Nagniotek ucieka. W klasztorze wylęga się Epikurek, który spokojnie znosi śmierć ojca i obiecuje pomszczenie go wraz z Uczynnymi Pszczelarzami.
Uczynni Pszczelarze powiadamiają nadchodzące wojska króla Cynamona o odnalezionej Wiolince, a wojna zostaje odwołana. Chytraska spełnia marzenia o byciu gospodynią w zajeździe, a Mysibrat odziedziczył młyn po Pytlu. Nagniotek ginie i jego cyrk przejmują Hipcio i Supełek. Koziołek założył pokątną aptekę, a Uczynni Pszczelarze bank. Epikurek opowiada, że ciało jego ojca odesłane do bajkowego nieba, bo te jest najbliższe ziemi jak i serc ludzkich.

## Obsada głosowa
- Andrzej Gawroński – kapral Marcin Pypeć
- Ewa Kania – Lisica Chytraska
- Kazimierz Brusikiewicz – Mysibrat Miauczura
- Jolanta Żółkowska – królewna Wiolinka
- Jan Tesarz – Nagniotek
- Iga Cembrzyńska – Drumla
- Ewa Złotowska –
  - Klapon,
  - Supełek
- Andrzej Stockinger – Makary Hulajnoga
- Krzysztof Nowik –
  - Juliusz Trybuszon,
  - dowódca muchomorów,
  - strażnik,
  - jeden udający się na barykady
- Mieczysław Gajda –
  - Hilary Węgiełek,
  - medyk wojskowy,
  - artylerzysta,
  - mężczyzna zachęcający wejście na barykady,
  - myszy
- Aleksander Gawroński –
  - Koziołek,
  - jeden z dworzan
- Henryk Łapiński –
  - król Cynamon,
  - opiekun Wiolinki,
  - burmistrz Blablonii,
  - gwary
- Cezary Julski – król Baryłko VII
- Eugeniusz Robaczewski – hrabia Majonez
- Wiesław Michnikowski – Białoksiężnik
- Ilona Kuśmierska –
  - Epikurek,
  - Hipcio,
  - myszy,
  - kwiaciarka
- Jerzy Tkaczyk – pan Śniadanko
- Jacek Czyż –
  - Czarny Baran,
  - zapowiadacz cyrku Nagniotka
- Zofia Gładyszewska – mieszkanka skąpej wsi